# William Oughtred

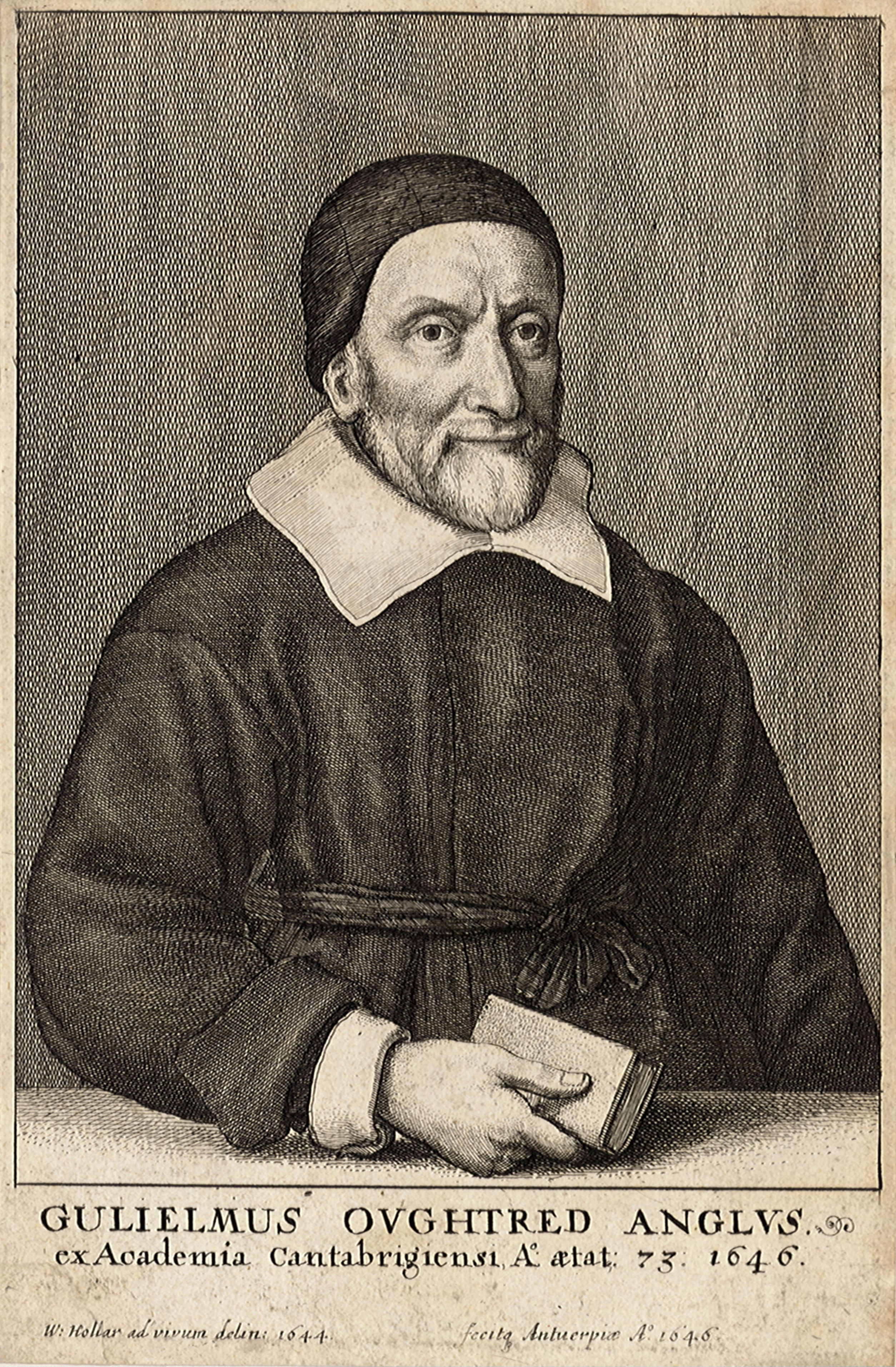
William Oughtred

William Oughtred (Eton, 5 maart 1574 -  Albury, Surrey, 30 juni 1660) was een Engelse wiskundige.
Oughtred werd geboren in Eton in Buckinghamshire (nu een deel van Berkshire). Hij ging naar school in Eton, waar zijn vader les in schrijven gaf, Daarna studeerde hij aan King's College in Cambridge, waar hij daarna een fellow werd. In het jaar 1603 verliet hij de Universiteit. Hij werd tot priester gewijd. In 1610 werd hij benoemd in Albury, in de buurt van Guildford, in het graafschap Surrey. Daar woonde hij in de pastorie. Hier zou hij vijftig jaar blijven. Zo rond 1628 werd hij door de Earl van Arundel aangesteld om diens zoon in de wiskunde te onderwijzen. Andere leerlingen van Oughtred waren John Wallis en Christopher Wren. Hij stond in correspondentie met een aantal van de meest vooraanstaande wiskundigen van zijn tijd. Er wordt gezegd dat hij dat hij van vreugde is gestorven, toen hij hoorde dat Charles II in een stemming in Westminster weer als koning van Engeland was aangesteld.
Hij staat bekend als de persoon die in 1621 of 1622 de rechte rekenliniaal zo hebben uitgevonden. Nadat John Napier de logaritmes had ontdekt, en Edmund Gunter het concept van een logaritmische schaal had ontwikkeld, dat wil zeggen lijnen, of regels, waarop schaalregels zijn gebaseerd, was het Oughtred die voor het eerst twee ten opzichte van elkaar glijdende schalen gebruikte om direct te kunnen te vermenigvuldigen en delen. In 1632 publiceerde raakte hij in prioriteitskwestie verwikkeld met zijn vroegere leerling Richard Delamain over de uitvinding van de ronde rekenliniaal.
In 1631 voerde hij het wiskundige symbool „×“ voor vermenigvuldigingen en „:“ voor delen in, alsook de afkortingen "sin" en "cos" voor de sinus- en cosinus-functies. Wat betreft de afkortingen "sin" en "cos" was Albert Girard waarschijnlijk net een paar jaar eerder.

## Boeken

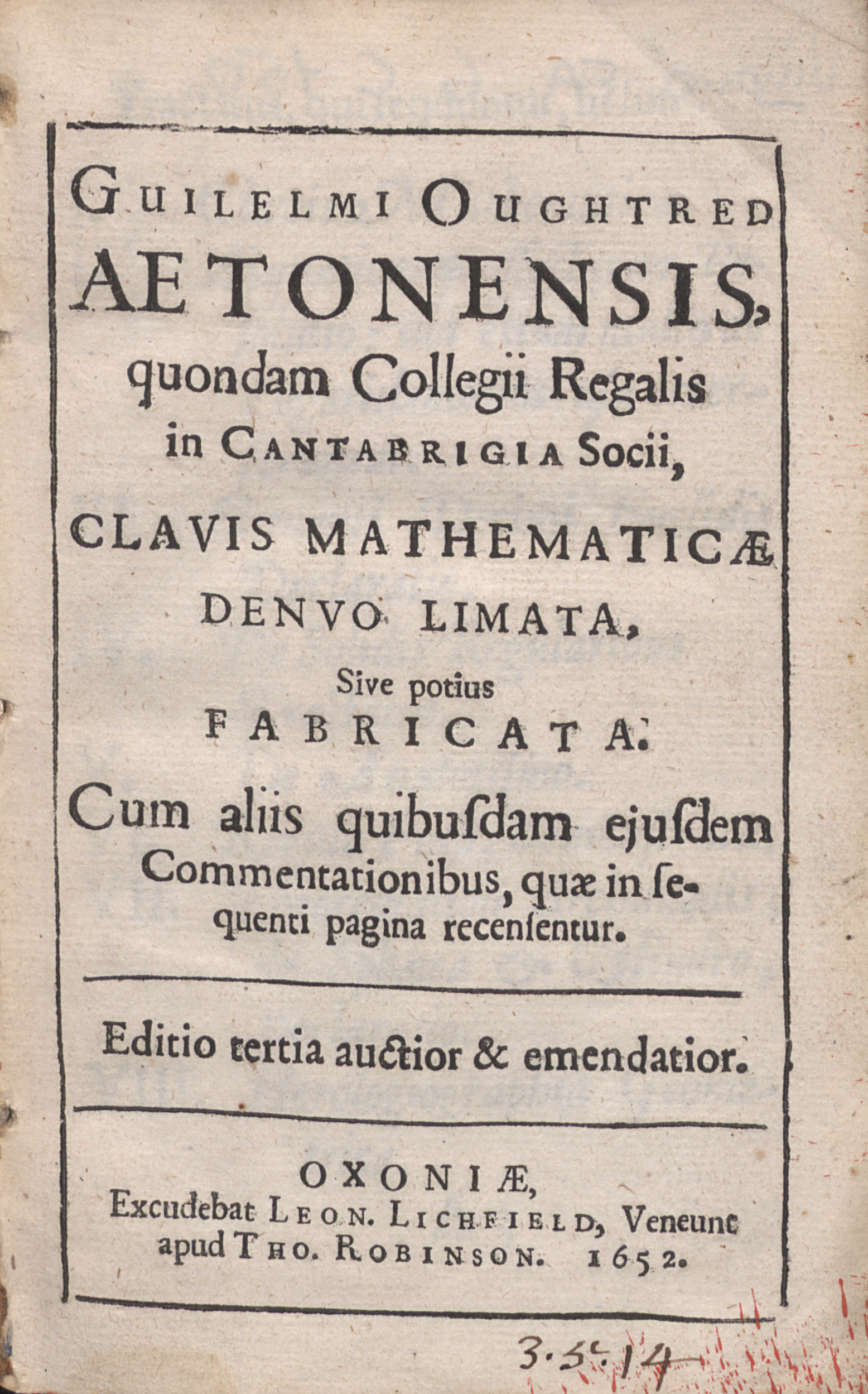
Clavis mathematicae, 1652

- 1631 Clavis Mathematicae (De sleutel tot de wiskunde)
- 1632 Circles of Proportion (Een verhandeling over de navigatie)
- 1657 Trigonometrie
- 1676 Opuscula Mathematica (Wiskundige werken, werd postuum uitgegeven)